# Gregorio Álvarez
Gregorio Conrado Álvarez Armelino, född 26 november 1925 i Lavalleja i Uruguay, död 28 december 2016 i Montevideo i Uruguay, var en uruguayansk general för Uruguays försvarsmakt. Han var landets diktator under sin tid som president 1981–1985. I oktober 2009 dömdes han till 25 års fängelse för bland annat människorättsbrott under diktaturen. Han avled i fängelse den 28 december 2016.
Under Álvarez tid vid makten försvann många politiska motståndare, som antas ha förts till grannlandet Argentina och mördats där. Uruguay var en militärdiktatur under knappt ett decennium, 1973–1985. Efter de demokratiska valen 1985 pensionerade sig Álvarez, men han greps 2007 när människorättsbrott under diktaturen utreddes.